# راشد صويصات
راشد صويصات (18 مايو 2002 - 26 أبريل 2021)، هو ملاكم أردني، لاعب المنتخب الوطني للملاكمة عن فئة الشباب.

## وفاته
توفي مساء الأثنين 26 أبريل 2021، متأثرا بإصابة تعرض لها أثناء نزاله مساء يوم الجمعة 16 أبريل 2021 في بطولة العالم للشباب والشابات والتي أقيمت في مدينة كالسي البولندية".
وتعرض صويصات للضربة القاضية أمام لاعب من إستونيا في نزال وزن 81 كيلوجراماً، استدعت دخوله إلى المستشفى لإجراء جراحة عاجلة.

## وصلات خارجية
- وفاة ملاكم أردني "بالضربة القاضية" في بطولة العالم على يوتيوب.
- رئيس اتحاد الملاكمة يوضح ملابسات وفاة الملاكم "راشد صويصات" على يوتيوب.
- ضربت الرواية الأولى.. تفاصيل صادمة عن وفاة الملاكم الأردني الشاب راشد صويصات